# 이리오모테삵
이리오모테삵(일본어: 西表山猫 이리오모테야마네코[*], 야에야마어: ヤマピカリャー 야마피카랴, Prionailurus bengalensis iriomotensis 프리오나일루루스 이리오모텐시스[*])은 류큐 열도의 이리오모테섬에만 서식하는 삵의 일종이다. 한때는 삵의 아종으로 여겨졌지만, 최근에는 독립된 종으로 분류되었다. 하지만 이도 논란이 여지가 있다. 크기는 집고양이만 하며, 고양이와 비슷하게 생겼으나 오랜 기간 바뀐 점이 없어서 살아있는 화석으로 여겨지지만 제한된 서식지와 개발로 인해 심각한 멸종위기에 놓여 있다. 생존수에는 논란이 있지만 100마리 전후로 생각된다. 1977년 이래로 천연기념물로 지정하고 서식지를 통제해서 보호하고 있다.

## 대중 문화
- 아즈망가 대왕: 애니메이션 및 만화에서, 주인공 일행의 수학여행(오키나와 제도) 때 이리오모테섬으로 여행을 갔을 때 이리오모테삵 새끼 한 마리와 만난다. 작품 내 이름은 '야마마야'로 오키나와어로 산고양이라는 의미이다[3].

## 참고 문헌
1. ↑  “Prionailurus bengalensis ssp. iriomotensis (Iriomote Cat)”. International Union for Conservation of Nature and Natural Resources. 2012년 7월 13일에 원본 문서에서 보존된 문서. 2019년 1월 17일에 확인함.
2. ↑  “イリオモテヤマネコ”. インターネット自然研究所. 2016년 1월 27일에 원본 문서에서 보존된 문서. 2019년 1월 17일에 확인함.
3. ↑  아즈망가 대왕, 영문판 2001년 특별판